# Один день (серіал, 2024)
«Один день» (англ. One Day) – британський комедійний, драматичний та мелодраматичний серіал, створений компаніями Drama Republic, Universal International Studios, Focus Features. В головних ролях – Лео Вудалл, Амбіка Мод, Елеонор Томлінсон, Ессі Девіс, Тім Макіннерні. Серіал вийшов на Netflix 8 лютого 2024 року і включає один 14-серійний сезон. Заснований на однойменному романі Девіда Ніколлса 2009 року та екранізації 2011 року.

## Сюжет
Емма й Декстер проводять разом одну ніч після випускного, і їхні дороги розходяться. Але доля пов'язала їх назавжди.

## Актори та персонажі
| Актор                | Роль              |
| -------------------- | ----------------- |
| Лео Вудалл           | Декстер Мейхью    |
| Амбіка Мод           | Емма Морлі        |
| Елеонор Томлінсон    | Сільві            |
| Ессі Девіс           | Елісон Мейхью     |
| Тім Макіннерні       | Стефен Мейхью     |
| Джонні Велдон        | Йан               |
| Брендан Квінн        | Каллум            |
| Біллі Гадсдон        | Жасмін            |
| Тобі Стівенс         | Лайонел Коуп      |
| Джоелі Річардсон     | Хелен Коуп        |
| Ембер Граппі         | Тіллі             |
| Адам Локслі          | Грахам            |
| Тім Престон          | Гері              |
| Джон Макміллан       | Аарон             |
| Ребека Марелл        | Сьюкі             |
| Джоді Прайс          | Соня              |
| Софі Вольф           | Тара              |
| Джозеф Фароа         | Енді              |
| Меган Тредвей        | Кейт              |
| Елла-Рей Сміт        | Наомі             |
| Матільда Томін Сторм | Туве              |
| Сем Свон             | Даміан            |
| Бет Ліндсі           | Сара              |
| Марк Ровлі           | містер Годалмінга |
| Ентоні Калф          | Сід               |
| Едуард Шені          | Жан-П'єр          |
| Емілі Ітон-Плаурайт  | Кенді             |
| Джон Тьюарт          | Ендрю             |
| Ханна ван Вліт       | Лотта             |

## Список серій
| Сезон | Епізоди | Епізоди | Оригінальний показ | Оригінальний показ | Оригінальний показ |
| Сезон | Епізоди | Епізоди | Перший показ       | Останній показ     | Мережа             |
| ----- | ------- | ------- | ------------------ | ------------------ | ------------------ |
| 1     | 14      | 14      | 8 лютого 2024      | 8 лютого 2024      | Netflix            |

## Відгуки критиків
| Сезон | Відгуки критиків   | Відгуки критиків |
| Сезон | Rotten Tomatoes    | Metacritic       |
| ----- | ------------------ | ---------------- |
| 1     | 91 % (35 рецензій) | 76 (21 рецензій) |

#### Сезон 1
На сайті-агрегаторі рецензій Rotten Tomatoes перший сезон має 91 % «свіжості» на основі 35 рецензій із середнім рейтингом 8,0/10.
На Metacritic серіал отримав 76 балів зі 100 на основі 21 рецензій від кінокритиків, що свідчить про «загалом позитивні рецензії».